# Regional cykelrute nr. 38
Regional cykelrute nr. 38 (Region Sjælland) eller Østersøstien/Paradisruten er en cykelrute der forløber fra Nykøbing F via Nysted og Rødby til Albuen syd for Nakskov, en strækning på i alt ca. 120 km langs Guldborg Sund og Østersøen.
- Nykøbing F – Nysted 27 km
- Nysted – Rødbyhavn 45 km
- Rødbyhavn – Nakskov 48 km

Ruten rummer bogstaveligt talt ikke en eneste bakke. Til gengæld kan man komme ud for en del blæst. Det gennemkørte terræn er afvekslende landbrugsområder, kystzoner, skove, moser, enge, havdiger og herregårdsmiljøer, tit med udkig til havet.

## Forløb
Fra Nykøbing F følges stien på broen over Guldborg Sund, men snart forlades landevejen for at følge en sti til Nagelsti. Midt i landsbyen passeres en slags bystævne med diverse mindesten. 
På herregården Fuglsang kan man gå en tur i parken. Hovedbygningen er opført i 1869 af familien Neergaard. Fra gården kan man gå ud i landskabet Skejten, der er motiv til Olaf Rudes store malerier i Folketingssalen. Tæt på slottet, som i øvrigt er hjemsted for Storstrøms Kammerensemble, ligger nu Fuglsang Kunstmuseum.
Syd for Fuglsang passeres Frejlev Skov med 150 bevarede stendysser og gravhøje. Roden Skov, der var Ålholms jagtskov, er helt anderledes med anlagte lige veje. Man kan være heldig at se en hvid dåhjort her mellem alle de andre hjorte.
Inderst i Nysted Nor ligger Ålholm Slot, der er en storslået borg fra middelalderen. Nordfløjens hjørnetårne er endnu bevaret fra den tid, mens en del andre tilbygninger har sløret den oprindelige arkitektur. En flot lindeallé ses på dæmningen mellem Nysted og Ålholm. Der er ikke adgang til slottet, men parkområde (Hestehaven) er åben for besøg.
Strækningen af cykelruten her øst og vest for Nysted er i øvrigt udover rute 38 skiltet som Paradisruten. Den er sponsoreret af EU. 
I Flårupmelle passerer ruten et par km syd om Nordisk Safarimuseum, hvor man kan se udstoppede fugle, fisk og pattedyr. 
Det flade inddæmmede land ved Lungholm inddæmning, man cykler igennem og ikke mindst moser og holme udgør et eldorado for andefugle. Men også ørne, høge, våger og forskellige andre trækfugle kan studeres her, bl.a. ved Hyllekrog, hvor man kan gå 5 km ud til fyrtårnet – dog ikke i fuglenes yngleperiode (1/4-15/7). 
Herefter er det muligt cykle 35 km på diget helt tæt på Østersøen mellem dragene Hyllekrog og Albuen. På diget er hver 200 m markeret med en sten, så man undervejs kan tjekke sin cykelcomputer! Diget blev bygget af ca. 700 mand fra 1874-1877 og iværksat af staten på baggrund af stormfloden i 1872, hvor der natten til den 13. november væltede vand ind således, at Nakskov Fjord og Rødby Fjord mødtes og delte Lolland i to dele med mange dødsfald til følge. De lerklinede vægge på bindingsværkhusene blev simpelthen opløst, og folk drev rundt på tagene af deres huse. Endnu værre gik det på Sydfalster.
Historien kan man tænke over, mens man cykler på diget, hvorfra man også kan se meget land, som blev tørlagt og indvundet i forbindelse med digebyggeriet. Et stort naturgenopretningsprojekt er i gang ved Lidsø Gods. Rødbyhavn blev grundlagt i 1912, men der kom mere liv på havnen, da "Fugleflugtslinjen" med færger til Tyskland kom i 1963. Tæt på havnen ligger landets største tropeland, Lalandia.
Købstaden Rødby synes i dag at ligge lidt umotiveret inde i land, men der var oprindelig en fjord og senere sejlmulighed fra Dragsminde Sluse. Nu viser rørskoven, hvor der tidligere var sejlmulighed.
Før Rødbyhavn blev bygget var her den vigtigste havn for det midterste Sydlolland. Navnet formodes ligesom Tillitze være af vendisk oprindelse. 
Magle betyder stor, og højen er da også 14 m over havet, hvilket føles højt på Lolland. Her findes Sydlollands gamle festplads foran Vindeholme Skov med forkrøblede "urskovstræer". Det er Danmarks største lindeskov. 
Snart buer diget under vindmøllers snurren, og vi når 14 km-stenen ved roden af Albuen. Sandodden ændrer sig bestandigt og forandrer Lollands former. I middelalderen var her et mødested for sildefiskere. Her slutter rute 38, men man kan fortsætte til 
og derfra ad rute 36 via Ydø (camping) og Langø (teltplads) ind til Nakskov. Man bemærker at Langø ligger på en forhøjning, og at der nu cykles under havets overflade! 
Fra Nakskov kan man fortsætte ad rute 35 til Tårs og sejle videre til Langeland.